# Bréchaumont
Bréchaumont é uma comuna francesa na região administrativa de Grande Leste, no departamento Alto Reno. Estende-se por uma área de 6,5 km². Em 2010 a comuna tinha 422 habitantes (densidade: 64,9 hab./km²).